# 矢次竜介
矢次 竜介（やつぎ りょうすけ、2001年10月24日 - ）は、トップキュウシュウA安川電機BLUE BLAZEに所属するラグビー選手。

## プロフィール
- ポジションはウィング(WTB)[1]
- 身長 173cm、体重 80kg
- 7人制日本代表に選ばれたことがある[2]。

## 略歴
2020年、佐賀工業高校卒業後、福岡工業大学に入る。
2024年、福岡工業大学卒業後、安川電機BLUE BLAZEに加入。